# Handball-DDR-Meisterschaft (Frauen) 1961/62
Die Handball-DDR-Meisterschaft der Frauen 1961/62 wurde zwischen September 1961 und Oktober 1962 im Hallen- und Feldhandball ausgetragen. Es beteiligten sich in der Halle 16 und auf dem Feld 20 Mannschaften, die in der Frauen-DDR-Liga zwei regionale Staffeln aufgeteilt waren. Sowohl in der Halle als auch auf dem Feld gewannen die Frauen der BSG Fortschritt Weißenfels den Meistertitel.

## Hallenmeisterschaft

### Punktspiele
| Pl. | Mannschaft                    | Sp | S  | U | N  | Tore    | Punkte |
| 1.  | BSG Fortschritt Weißenfels    | 14 | 12 | - | 2  | 116:055 | 24:04  |
| 2.  | SC DHfK Leipzig               | 14 | 11 | - | 3  | 137:067 | 22:06  |
| 3.  | SC Lok Leipzig                | 14 | 9  | 2 | 3  | 105:068 | 20:08  |
| 4.  | SG Dynamo Karl-Marx-Stadt     | 14 | 9  | 1 | 4  | 111:085 | 19:09  |
| 5.  | BSG Motor Weimar              | 14 | 5  | 3 | 6  | 097:087 | 13:15  |
| 6.  | BSG Chemie Zeitz              | 14 | 3  | - | 11 | 063:106 | 06:22  |
| 7.  | BSG Motor Erfurt Nord (N)     | 14 | 2  | 2 | 10 | 060:124 | 06:22  |
| 8.  | BSG Fortschritt Burgstädt (N) | 14 | 1  | - | 13 | 044:141 | 02:26  |

| Pl. | Mannschaft             | Sp | S  | U | N  | Tore    | Punkte |
| 1.  | SC Rotation Berlin     | 14 | 10 | 4 | -  | 125:064 | 24:04  |
| 2.  | SC Empor Rostock       | 14 | 9  | 3 | 2  | 090:066 | 21:07  |
| 3.  | SC Aufbau Magdeburg    | 14 | 8  | 3 | 3  | 116:086 | 19:09  |
| 4.  | BSG Lok Rangsdorf (M)  | 14 | 7  | 1 | 6  | 099:074 | 15:13  |
| 5.  | TSG Wismar (N)         | 14 | 4  | 1 | 9  | 072:095 | 09:19  |
| 6.  | BSG ZAB Dessau         | 14 | 3  | 3 | 8  | 082:108 | 09:19  |
| 7.  | BSG Motor Frankfurt/O. | 14 | 4  | 1 | 9  | 093:129 | 09:19  |
| 8.  | BSG Lok Dresden (N)    | 14 | 2  | 2 | 10 | 056:111 | 06:22  |

### Endspiel Halle
(17. Februar 1962)
SC Rotation Berlin – BSG Fortschritt Weißenfels 5:6
Der SC Rotation hatte zwar in der ausverkauften Ost-Berliner Werner-Seelenbinder-Halle ein Heimspiel, musste aber seine beiden verletzten Nationalspielerinnen Marlies Biener und Monika Parlow ersetzen. Obwohl Weißenfels durch Inge Jahn schon in der ersten Minute in Führung ging, gestaltete sich das Spiel anschließend ausgeglichen. Dank eines gut sortierten 4:2-Riegels bekam Rotation die gegnerischen Angreiferinnen zunächst in den Griff und konnte durch ein Tor von Jutta Wörpel mit 3:2 in Führung gehen. Danach legten die Fortschritt-Frauen einen Zwischenspurt ein und zogen bis auf 6:3 davon. Weißenfels Deckung hatte inzwischen an Selbstvertrauen gewonnen, stand nun sicher und konnte die immer noch gefährlichen Berlinerinnen Nocka und Wörpel abfangen. Spät, drei Minuten vor Spielende, ging der SC Rotation zur Manndeckung über und brachte damit die Weißenfelserinnen noch einmal in Verlegenheit. Bis auf 5:6 kam Rotation noch heran, doch die Fortschritt-Frauen konnte ihre Führung bis zum Schlusspfiff verteidigen. Dank der läuferischen Überlegenheit wurde die BSG Fortschritt Weißenfels letztlich verdient zum vierten Mal Hallenmeister.
| Berlin: Eva Zwinzscher – Krause, Ilse Schulz, Naumann (1), Uta Förster (2), Jutta Wörpel (2), Glenk, Pawlowski, Gitta Nocka, Seifert, Karin Zscharzowsky Weißenfels: Martina Maudrich – Inge Schanding (1), Gisela Reinhardt (2), Baumert, Herden (2), Erika Quarg, Kaltenborn, Inge Jahn (1), Bachmann, Pullert |
| Schiedsrichterin: Hiemann (Leipzig), Zuschauer: 5000 in der Werner-Seelenbinder-Halle (Ost-Berlin) |

## Feldmeisterschaft

### Punktspiele
Wegen der Weltmeisterschaft wurde nur eine einfache Punktspielrunde ausgetragen.
| Pl. | Mannschaft                   | Sp | S | U | N  | Tore  | Punkte |
| 1.  | SC Empor Rostock             | 9  | 8 | 1 | -  | 69:23 | 17:01  |
| 2.  | BSG Post Halberstadt (N)     | 9  | 6 | - | 3  | 57:48 | 12:06  |
| 3.  | SC DHfK Leipzig              | *8 | 5 | 1 | 2  | 56:40 | 11:05  |
| 4.  | BSG Traktor Dummerstorf (N)  | 9  | 5 | 1 | 3  | 61:43 | 11:07  |
| 5.  | TSG Wismar                   | 9  | 5 | 1 | 3  | 40:33 | 11:07  |
| 6.  | SC Rotation Berlin           | *8 | 5 | - | 3  | 49:31 | 10:06  |
| 7.  | BSG ZAB Dessau               | 9  | 4 | - | 5  | 49:61 | 06:12  |
| 8.  | SC Aufbau Magdeburg          | 9  | 3 | - | 6  | 46:58 | 06:12  |
| 9.  | SC Traktor Schwerin          | 9  | 1 | - | *8 | 25:64 | 02:16  |
| 10. | BSG Turbine BEWAG Berlin (N) | 9  | - | - | 9  | 18:66 | 00:18  |

| Pl. | Mannschaft                    | Sp | S | U | N | Tore  | Punkte |
| 1.  | BSG Fortschritt Weißenfels    | 9  | 9 | - | - | 94:18 | 18:0   |
| 2.  | SC Lok Leipzig                | 9  | 8 | - | 1 | 62:24 | 16:02  |
| 3.  | BSG Lok Rangsdorf             | 9  | 7 | - | 2 | 79:41 | 14:04  |
| 4.  | SC Einheit Dresden            | 9  | 6 | - | 3 | 48:33 | 12:06  |
| 5.  | SG Dynamo Karl-Marx-Stadt (N) | 9  | 4 | - | 5 | 45:53 | 08:10  |
| 6.  | BSG Motor Weimar              | 9  | 4 | - | 5 | 38:53 | 08:10  |
| 7.  | BSG Aktivist K.M. Zwickau     | *8 | 2 | 1 | 5 | 23:42 | 05:11  |
| 8.  | BSG Lok Dresden (N)           | 9  | 2 | 1 | 6 | 38:63 | 05:13  |
| 9.  | BSG Chemie Zeitz              | *8 | 1 | - | 7 | 17:67 | 02:14  |
| 10. | BSG Motor Radebeul-West       | 9  | - | - | 9 | 13:64 | 00:18  |

* über die Ergebnisse des letzten Punktspiels liegen keine Angaben vor. 

### Endspiel Feld
(14. Oktober 1962)
BSG Fortschritt Weißenfels – SC Empor Rostock 10:4
Nach dem Meistertitel 1961/62 holte sich die BSG Fortschritt Weißenfels auch auf dem Feld den 1962er Titel. Gegen den SC Empor Rostock fiel der Endspielsieg souveräner aus als vor einem halben Jahr in der Halle. Ihre technischen Vorzüge bewiesen die Weißenfelserinnen mit ihrem ersten Tor durch Irene Maudrich, das einer Kombination über sieben Stationen entsprang. Während sie routiniert ihr Spiel gestalteten, gingen die Rostockerinnen ohne Selbstvertrauen zu Werke. Schwerfällig überbrückte Rostock das Mittelfeld und hatte so kaum eine Chance gegen die harmonisch agierende Weißenfelser Deckung, die von Torhüterin Martina Hoffmann umsichtig dirigiert wurde. Ziemlich schnell resignierten die sonst so gefährlichen Empor-Angreiferinnen Karin Sorge und Ingrid Lemcke. Die Verletzung ihrer Torfrau Renate Jockenhöfer wirkte zusätzlich hemmend. Als Weißenfels nach zwölf Minuten bereits mit 3:0 führte, war das Spiel praktisch schon entschieden. Danach bestimmte der Weißenfelser Sturm das Geschehen nach Belieben und die Frauen um Regisseurin Inge Schanding begeisterte das Publikum mit Kombinationen am Fließband. Verdient holten sich die Frauen der BSG Fortschritt ihren zehnten Meistertitel.
| Weißenfels: Martina Hoffmann – Inge Jahn, Kühn, Gisela Reinhardt – Baumert (1), Herden – Inge Schanding (5), Kahnt (3), Erika Quarg, Irene Maudrich (1), Pullert – Auswechselspielerin: Weckel Rostock: Renate Jockenhöfer (Torfmann) – Apel, Kröger, Bergmann – Burmeister, Kikillus – Karin Sorge (2), Ingrid Lemcke, Witt (1), Jokisch (1), Baumann – Auswechselspielerin: Soldan |
| Schiedsrichter: Schuffenhauer (Leipzig), Zuschauer: 5000 auf dem Felsensportplatz (Halle/Sa.) |